# Кричим (дворец)
Вижте пояснителната страница за други значения на Кричим.
Дворецът „Кричим“ е българска царска ловна извънградска резиденция североизточно от с. Куртово Конаре, Пловдивско, западно от река Въча. Построена е по проект на арх. Георги Фингов през 1905 г. за княз Фердинанд и е завършена по проект на арх. Йордан Севов при цар Борис III през 1936 г.

## История

### Предистория
Историята на двореца „Кричим“ започва в началото на 20 век. Тогава Костадин Байкушев привлича вниманието на княз Фердинанд I към тази гора в Пловдивска околия, бивш султански имот, останка от историческата „Велика българска гора“ (Magnae silvae Bulgarorum), простирала се от Пловдив до Белград. Вековните дъбове от Кричимската кория, гората с лонгозки характер, предоставяща великолепни природни пейзажи с богата флора и фауна, очаровали княза и той решил да създаде ловен парк. След като изкупува околни земеделски земи и внася елени и лопатари, стопанството е заградено. През 1901 г. е създадено Държавно ловно стопанство „Кричим“.
През 1905 г. е построена първата сграда – ловният павилион „Австрийска къща“ по проект на арх. Георги Фингов. Независимо от мазилковата архитектура, къщата е скромно функционално съоръжение, съответстващо на предназначението си. Оформен е и малък, около 2 дка парк, който през 1909 г. е разширен с още 27 дка. Направени са опесъчени алеи и е засадена местна и различна чуждоземна растителност. За гръбнак на парковата композиция са използвани част от съществуващите вековни дъбове.
Първоначално паркът е поддържан от пловдивския градинар Илия Мавров. После е засадена допълнителна растителност, заградена е земята и са внесени елени лопатари. Градинари оформят първоначално малък парк, който постепенно се разраства до около 2000 декара.

### След 1918 г.
Преди да абдикира в полза на сина си Борис и да замине в изгнание, цар Фердинанд неколкократно отсядал в двореца със семейството си. Когато е бил министър-председател, Александър Стамболийски също често отсядал в двореца. Преди убийството на Стамболийски през 1923 година, той е бил предупреден и е решил, че в двореца ще бъде мястото, където е най-възможно да успее да се съхрани. На път за там Александър Стамболийски е бил хванат и по-късно убит в родното му село Славовица от членове на ВМРО.

### След 1936 г.
През годините дворецът е бил обитаван не само от царското семейство, но е посещаван и от много високопоставени лица и делегации от разни краища на света. В царския кабинет през 1943 година Борис ІІІ къса заповедта на Адолф Хитлер за депортиране на евреите от България. По времето на цар Борис в двореца и парка са расли и играли децата му – бъдещият цар Симеон II и сестра му княгиня Мария Луиза. За тях е бил изграден специален басейн, който и днес може да се види сред вековните дървета. Размерите са му около 4 на 6 метра с неголяма дълбочина. Предназначението му е било да се закаляват децата. Потапяли са ги в студено време и са ги оставяли да изсъхнат отвън.

### След 1946 г.
След 1946 г. дворецът е национализиран и комплексът става партийно-правителствена резиденция. В нея са отсядали тогавашните първи мъже и партийни величия – Вълко Червенков, Тодор Живков, Пенчо Кубадински, Людмила Живкова и други. За Вълко Червенков дори се е наложило да преправят и удължат леглото на царицата, тъй като не му е било по мярка. През 1957 година в двореца Кричим е преспал и виетнамският президент Хо Ши Мин. Сред гостите на двореца са били Фидел Кастро, Юрий Гагарин, Йосип Тито, Индира Ганди и дори шейхът на Иран. След 1989 година тук отново отсядат държавните ни глави, като Петър Стоянов и Георги Първанов, висши представители на властта и гости от чужбина. Дълго време дворецът е стопанисван от УБО/НСО и достъпът до него е силно ограничен.

### Днешни дни
През 2019 г. "Югозападно държавно предприятие" ДП- гр.Благоевград,  поема стопанисването на ТП"Държавно ловно стопанство Кричим"  от Министерството на финансите.Предприятието инвестира значителен финансов ресурс в изграждането на нов модерен комплекс (оранжерията) на площ от 700 кв.м. с компютърно управление и мъглуваща система, както и в нова ограда, която да ограничи достъпа на дивеча до парковото пространство. По договор с предприятието работна група от Лесотехническия университет извършва заснемане и оценка на състоянието на растителността на територията на парка.Исковете за реституция от наследниците на царското семейство са отхвърлени от съда и комплексът остава държавна собственост.

## Ловният дом/Дворецът/''Jagdschloss Kritchim''
След първата постройка на княз Фердинанд новата сграда в ансамбъла на настоящия царски ловен дворец е завършена от цар Борис III, тогава са направени и преустройства и в градината. Този дворец е двуетажна резиденция, всеки етаж с площ от 750 квадратни метра, има висок стил функционалистична архитектура, в която се забелязват и белези от българския романтизъм и от модернизма, вписващи се отлично в средата и националната традиция с премереност и с уютни декорации.
Интериорът, съхранен в автентичният му вид е проектиран от д-р Курт Клауди и инж.Георг Липерт. Има 55 помещения, като 12 са баните. В централната трапезария, наред с ценния кристал и порцелан, забележителна е банкетната маса, която е изработена с уникална полифункционалност и технология – от пакет за 4-ма може да стане за 24 души. В двореца непосредствено до покоите на царя и царицата са и кабинетите им, в които всичко и днес е запазено непокътнато. Интересен е и салонът с трофеите на царя. Изящната санитария е запазена и до днес. В двореца има и киносалон, което е забележителност за началото на миналия век. Осветено стълбище води до втория етаж, където са били покоите на царица Йоанна. Реставрирана е и занималнята на Симеон II и Мария Луиза, както и техните спални.
Цялостното обзавеждането на имението е изработено във Виена, други са възложени на Иван Травницки и на мебелно предприятие "Яромир Скопец". Вградените гардероби и радиатони решетки са дело на Кръстьо Руйников и Дечо Александров и вече 110 години, се пази старателно и в автентичен вид. Той свидетелства, че всичко е съхранено и се пази според първия опис от направената инветаризация при национализацията.
- Дворецът

## Паркът на Двореца "Кричим"
Част от защитената местност е уникален парк с богата колекция от декоративна растителност на площ от 20,6 ха. Дървесното разнообразие е представено от над 300 вида предимно широколистни дървета и храсти, някои от които единствени в България. Още през 1969 г. асортиментът на разсадника вклюва 294 аклиматизирани и размножавани вида. В ''Кричим'' за първи път в България са внесени вечнозелена магнолия (1937) и е отгледана метасеквоя- през далечната 1954 г. са доставени първите семена и произведени първите фиданки. Уникално и е езерото с водните лилии, което се простира на площ от 3 декара и по което са плували лодки по царско време. През 1961 г. космонавтът Юрий Гагарин засажда в дровеца "Кричим'' две иглолистни дървета -  атласки кедър и хималайски бор. Днес всяко от тях вече е високо повече от 20 метра.
Дворцовият парк е с площ от 300 дка от които 260 са активно подържани с изградена поливна система, всекидневни грижи на специалисти. 
Цялото имение е разположено на площ от 2 хиляди декара, като над 1400 от тях са лонгозна гора, около 300 декара са декоративен парк с уникални и редки видове растителност – 250-годишни живи дъбове, 200-годишни бели тополи, метасеквои, магнолии и бамбук.

## Ловно стопанство
Гората се обитава от различни животни,като гургулица, гълъб хралупар, лисица, чакал, дива котка, бялка, защитеният бръмбар еленов рогач, полудива патица, сухоземни костенурки и таралежи. Създадена е База за интензивно стопанисване на дивеч, в която се развъжда елен лопатар и муфлон. Има около 500 елена и около 40 муфлона. Стопанството е последното убежище на бронзовата мексиканска пуйка. Ловът обаче е забранен и по думите на управителя ще остане така, защото е защитена територия. Първите трофеи от лисица и сръндак са отстреляни през 1908г, като трофейният лов става особено активен в периода 1922-1942г. В периода между 1974 и 2003г. трофеи от елен лопатар са оценени с два златни и един бронзов медал. На третото световно ловно изложение Експо'81, чийто домакин е била България, със затен медал е отличен отстрелян тук през 1972г. трофей от елен лопатар (190,42 точки по CIC ). През 2021г. е отстрелян трофей от муфлон със сребърен медал (210,10 точки  по CIC)
- Дворцовият парк

## Колекцията оранжерийни растения
Създаването на цветната оранжерия преди близо 100 години, която подържа царска колекция, минава през много перипетии.Четири пъти е местена поради промяна на местоположението на вегетационните съоръжения и начина на отопление. Устояла на природни и административни сътресения. През 1972 г. са внесени голята част от растения и  днес включва над 180 вида и около 300 подвида красиви и екзотични цветя. За обогатяването й през годините важна роля играят поддържаните контакти с ботаническите градини на БАН и Софийския университет.
- Оранжерия с цветя